# Сапелли, Бруно
Бруно Сапелли (исп. Bruno Zapelli; род. 16 мая 2002, Вилья-Карлос-Пас, Кордова) — аргентинский и итальянский футболист, полузащитник клуба «Атлетико Паранаэнсе».

## Клубная карьера
Сапелли — воспитанник клубов испанского «Вильярреал» и «Бельграно». 6 декабря 2020 года в матче против «Индепендьенте Ривадавия» он дебютировал в Примера B Насьональ в составе последнего. 4 июля 2021 года в поединке против «Депортиво Маипу» Бруно забил свой первый гол за «Бельграно». В 2022 году Сапелли помог клубу выйти в элиту. 29 января 2023 года в матче против «Расинга» из Авельянеды он дебютировал в аргентинской Примере. 
Летом 2023 года Сапелли перешёл в бразильский «Атлетико Паранаэнсе». 